# Фабиан, Тибор
Тибор Фабиан (венг. Fábián Tibor; 26 июля 1946, Будапешт — 6 июня 2006, Будапешт) — венгерский футболист, игравший на позиции защитника.
Выступал, в частности, за клубы «Ференцварош» и «Вашаш», а также национальную сборную Венгрии.

## Клубная карьера
Во взрослом футболе дебютировал в 1965 году выступлениями за команду «Ференцварош». В 1967 и 1968 годах в составе этого клуба стал победителем чемпионата Венгрии. В 1968 году в составе «Ференцвароша» стал финалистом Кубка ярмарок, в котором клуб уступил «Лидс Юнайтед» (0:1, 0:0).
В течение 1968—1970 годов защищал цвета клуба «Эржебети».
В 1970 году перешёл в клуб «Вашаш», за который отыграл 7 сезонов. Большинство времени, проведённого в составе «Вашаша», был основным игроком защитной линии команды. В составе «Вашаша» стал победителем чемпионата в сезоне 1972/73 годов и Кубка Митропы 1970 года в финальном поединке, по сумме двух матчей, был переигран клуб из Чехословакии «Интернационал Словнафт» (1:2, 4:1).
Завершил профессиональную карьеру футболиста выступлениями за команду «Вашаш» в 1977 году.
Умер 6 июня 2006 года на 60-м году жизни в городе Будапешт.

## Выступления за сборную
Дебютировал за национальную сборную Венгрии 19 мая 1971 в матче против сборной Болгарии, последний матч за сборную провёл 29 мая 1974 против сборной Югославии. В течение карьеры в национальной команде, которая длилась 4 года, провёл в форме главной команды страны 16 матчей.
В составе сборной был участником чемпионата Европы 1972 в Бельгии.

## Достижения
- Чемпионат Венгрии
  - Чемпион: 1967, 1977

- Кубок Венгрии
  - Обладатель: 1973

- Кубок Митропы
  - Обладатель: 1970